# Langen Jarchow
Langen Jarchow település Németországban, Mecklenburg-Elő-Pomeránia tartományban. Lakosainak száma 254 fő (2014. január 1.).

## Népesség
A település népességének változása:

| 2014 | 254 |